# Orquesta Club Virginia
Pour plus de détails, voir Fiche technique et Distribution.
Orquesta Club Virginia est un film espagnol réalisé par Manuel Iborra, sorti en 1992.

## Synopsis
Tony, dix-sept ans, rejoint le groupe musical de son père, l'Orquesta Club Virginia. Ils sont spécialisés dans la musique des années cinquante - boléros et mambos - ce qui est assez éloigné des goûts de Tony. Mais celui-ci espère gagner l'attention des filles en devenant musicien.

## Fiche technique
- Titre : Orquesta Club Virginia
- Réalisation : Manuel Iborra
- Scénario : Manuel Iborra et Joaquín Oristrell
- Musique : Santi Arisa
- Photographie : Javier Salmones
- Montage : Miguel Ángel Santamaría
- Production : Fernando Colomo
- Société de production : El Catalejo et Fernando Colomo Producciones Cinematográficas
- Pays de production :  Espagne
- Genre : Comédie
- Durée :
- Date de sortie : 
  - Espagne : 11 septembre 1992

## Distribution
- Jorge Sanz : Tony
- Antonio Resines : M. Domenech
- Santiago Ramos : El Negro
- Juan Echanove : El Maño
- Enrique San Francisco : Curt
- Pau Riba : Solimán
- Emma Suárez : María
- Natasha Hovey : Cesca
- Torrebruno : Enzo
- Sara Ashton : Rita

## Distinctions
Le film a été nommé pour deux prix Goya et a remporté celui du meilleur son.